# Tayfun Baydar
Tayfun Baydar (Hamburg, 1975) is een Duitse acteur.
Na de middelbare school volgde Baydar een opleiding aan de Hamburger Schule für Schauspiel. Ook volgde hij een opleiding voor cameratechniek. Tayfun deed mee aan Workshops aan de Filmschule Wien. Tijdens zijn opleiding werkte hij onder andere als taxichauffeur. In 2003 kreeg hij de rol van Metin in het toneelstuk Voll auf der Rolle. Er volgte meerdere toneelrollen bij onder andere het Hamburger Jugendtheater en het Hamburger Monsuntheater. Bij het Imperial Theater speelde Baydar in het toneelstuk Der schwarze Abt van Edgar Wallace. Sinds december 2008 speelt hij de rol van Taydun Bardak in de Duitse soapserie Gute Zeiten – Schlechte Zeiten. 
Tayfun is de broer van Volkan Baydar, de zanger van de Duitse band Orange Blue. Hij woont afwisselend in Berlijn en Hamburg.

## Filmografie (selectie)
- 2007: Mikrofan
- 2007: Taiketsu
- 2008–2016: Gute Zeiten, schlechte Zeiten
- 2016: Die Pfefferkörner (1 aflevering)
- 2017: In aller Freundschaft – Die jungen Ärzte - Ein schmaler Grat (televisieserie)
- 2018: WaPo Bodensee - Schneewittchen (televisieserie)
- 2021: Immer der Nase nach
- 2022: SOKO Leipzig - Besondere Einsatzlage (televisieserie)
- 2022: Alle wollen geliebt werden
- 2022: Fritzie – Der Himmel muss warten (televisieserie)
- 2022: Das Traumschiff: Lappland (televisieserie)
- 2023: MaPa - Lauf davon (televisieserie)
- 2023: Die Drei von der Müllabfuhr: Altlasten (televisieserie)